# 松达 (法罗群岛)
松达是法罗群岛的市镇，位于斯特勒姆岛和东岛之间的松迪尼海峡两岸。

## 历史
松达市镇是在2005年时合并前6个市镇而成的。

## 地理
松达市镇大致位于法罗群岛的中央地带，在连接首府托尔斯港及第二大城镇克拉克斯维克的10号公路的中间点，离两个城镇的距离约为40公里。有一座桥梁连接松迪尼海峡的东岸和西岸。在东岛隧道于2021年开通之前，这座桥梁是这些岛屿间的唯一连接公路。

## 人口
2021年1月时松达市镇有1,811名居民。自2000年的1,386人，人口数量稳步上升。此地区因处于群岛的中心地带而倍受欢迎，因为可以比较方便地前往群岛上的主要城镇。

## 图集

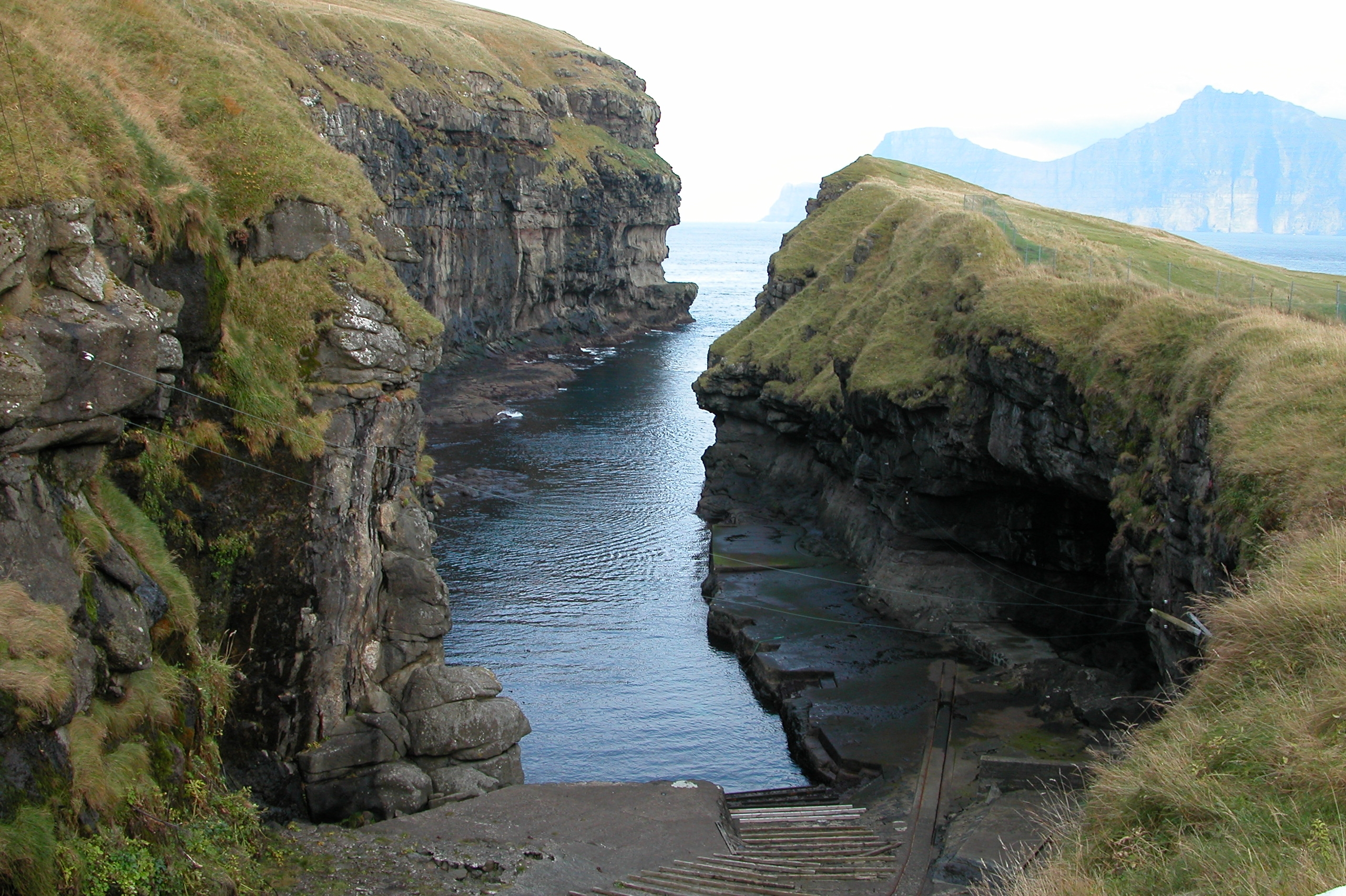
东岛北部杰格夫村峡谷内的船坞
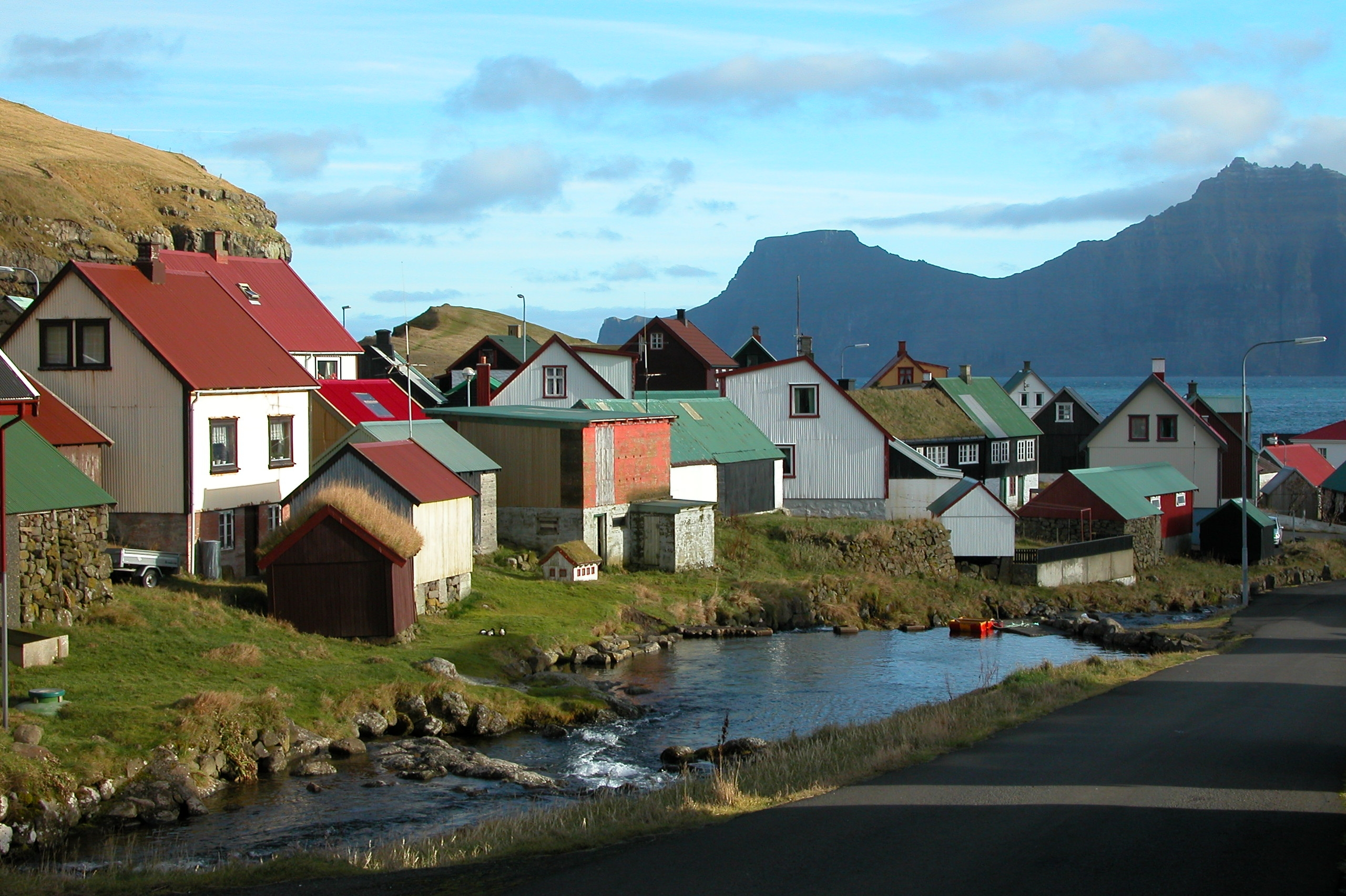
杰格夫村，背景为卡尔斯岛
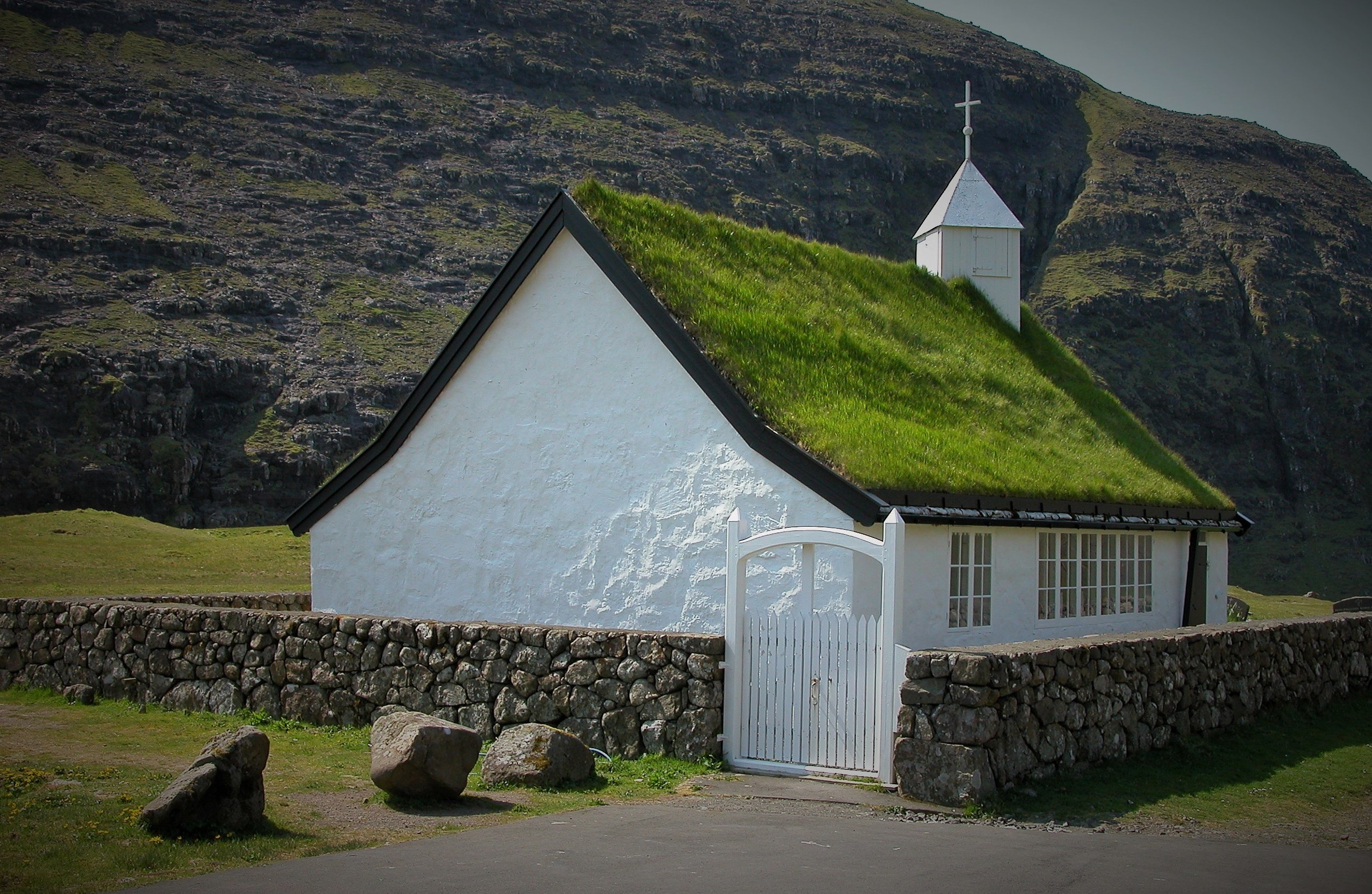
斯特勒姆岛北部萨克森（英语：Saksun）村的教堂
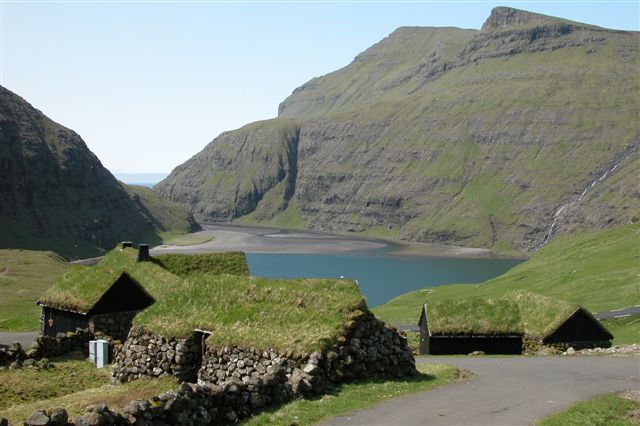
萨克森（英语：Saksun）村
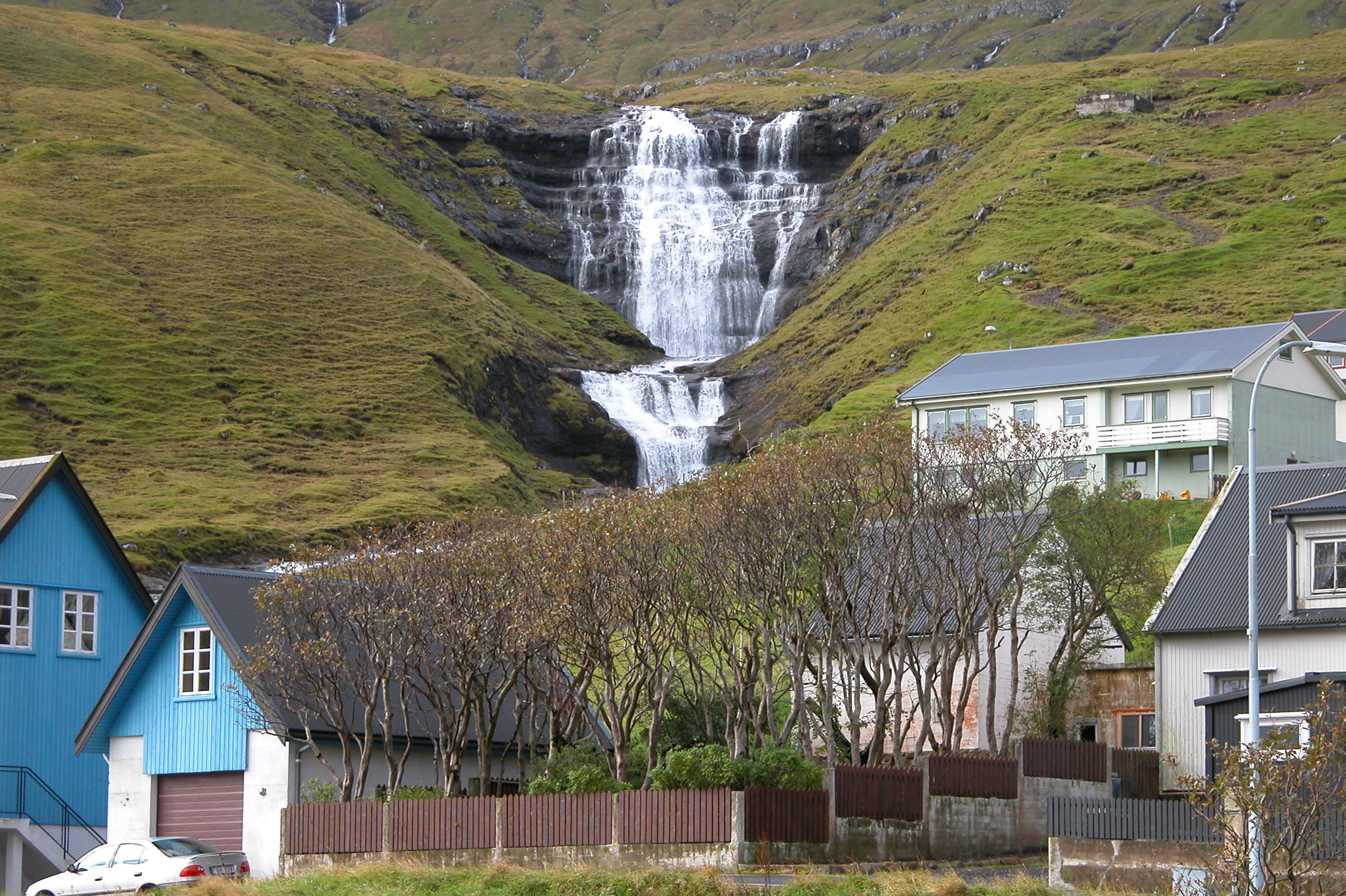
霍斯维克（英语：Hósvík）村里的瀑布
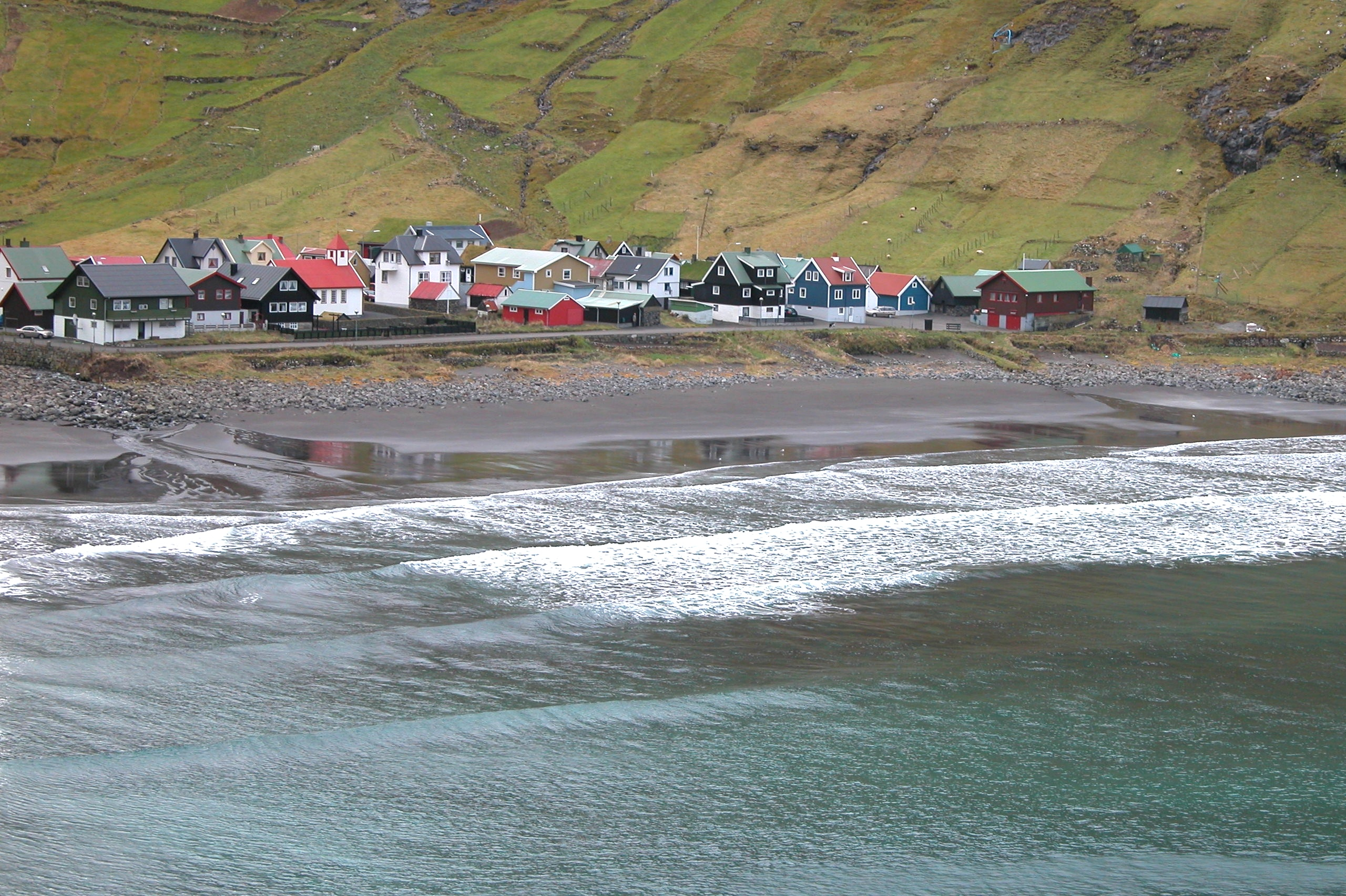
斯特勒姆岛北部的Tjørnuvík村
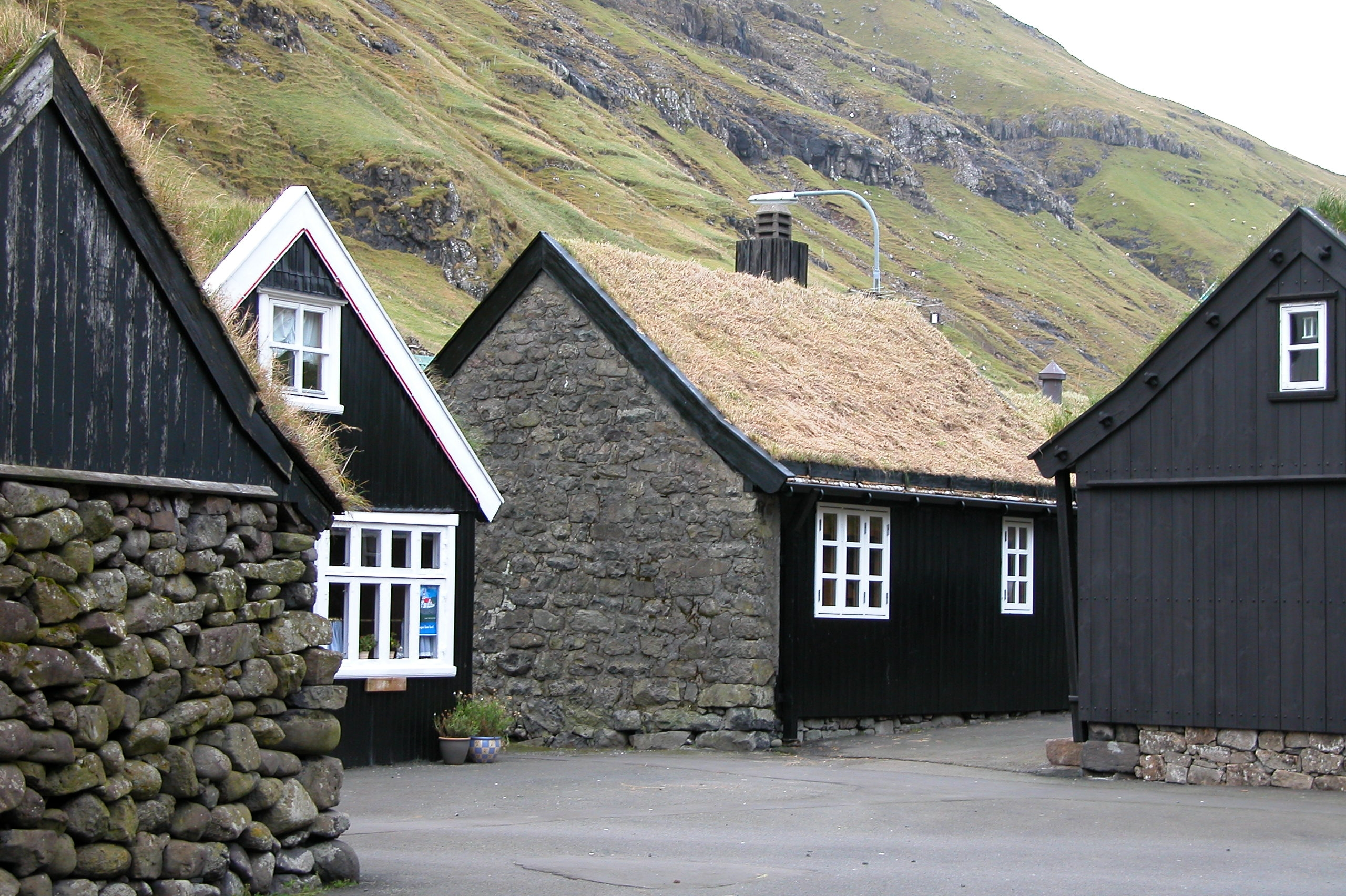
Tjørnuvík村里草皮顶的老木屋
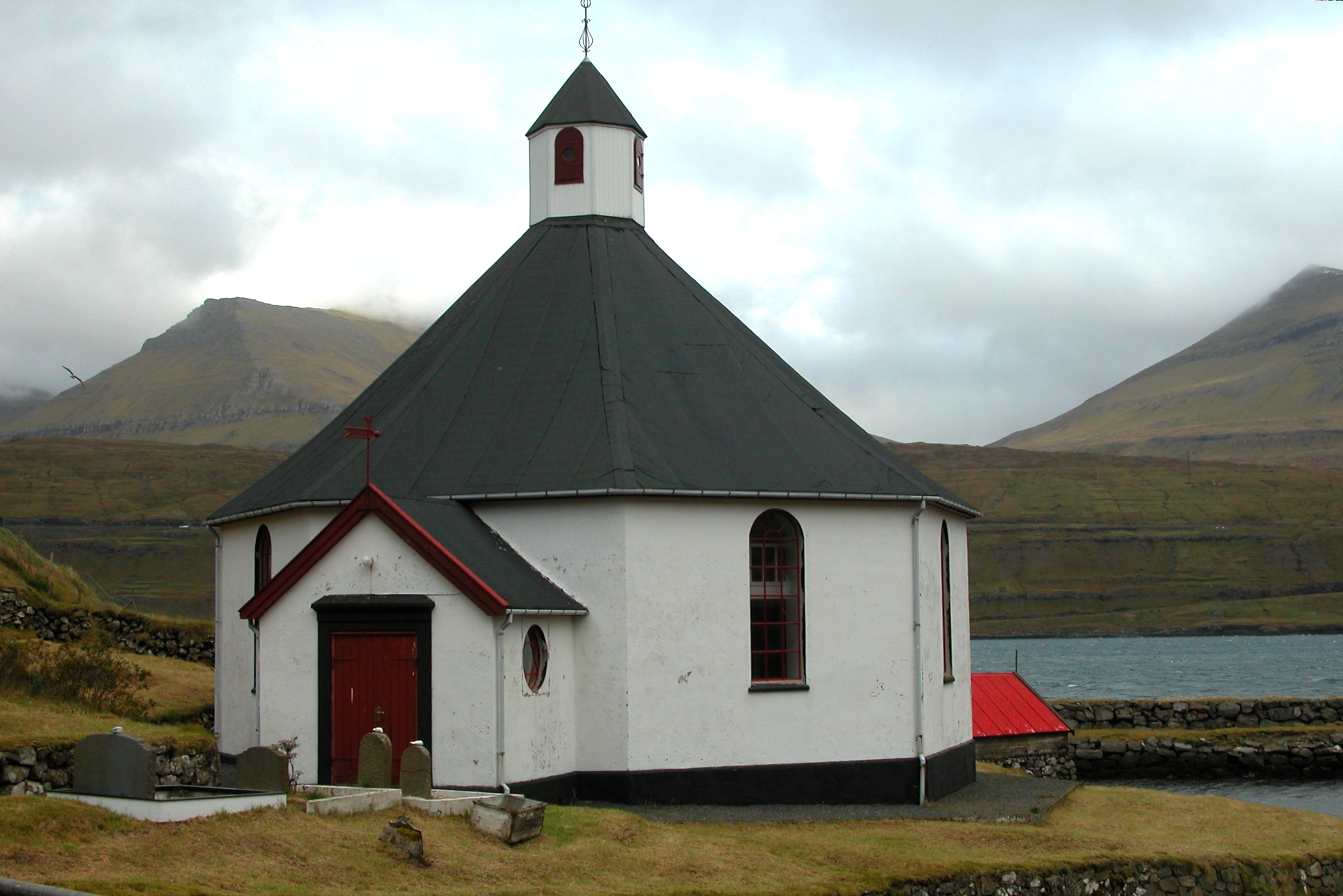
斯特勒姆岛北部Haldarsvík村里的八角顶教堂